# Héloïse Gaillard
Pour les articles homonymes, voir Gaillard.
Héloïse Gaillard est une flûtiste à bec et hautboïste baroque franco-suisse née à Paris.

## Biographie

### Formation
Héloïse Gaillard a fait ses débuts avec le flûtiste à bec Jean-Pierre Nicolas à l'école de musique de Verrières le Buisson. Elle a également pratiqué un peu le piano et le clavecin mais a confirmé sa passion pour les instruments à vent et commencé le hautbois trois ans plus tard.
Après un premier prix de flûte à bec au Conservatoire national de région de Tours, elle obtient le diplôme de soliste avec distinction du Conservatoire supérieur de Rotterdam auprès de Han Tol.
Pour le hautbois, après un premier prix en hautbois moderne au Conservatoire national de région de Tours, elle reçoit l'enseignement de Paul Dombrecht, obtient un premier premier prix avec distinction au Lemmensinstitut de Louvain et se perfectionne auprès de Marcel Ponseele avant d'obtenir le Diplôme Supérieur du Conservatoire national supérieur de musique et de danse de Paris en hautbois baroque.
Elle est également licenciée en musicologie de l'université Paris-Sorbonne.
Elle obtient en 2005 le certificat d'aptitude de musique ancienne
Elle a enseigné le hautbois baroque au sein du département de musique ancienne d'Aix-en-Provence de 2009 à 2015 et est régulièrement invitée à donner des master classes en France, en Angleterre, en Amérique du Sud, à Hong-Kong.

### Carrière

#### Musique de chambre
Héloïse Gaillard a cofondé en 1994, avec la claveciniste Violaine Cochard et sa sœur violoncelliste Ophélie Gaillard, l'ensemble Amarillis dont elle est la directrice artistique. Les sœurs Héloïse et Ophélie Gaillard ont rencontré Violaine Cochard au Conservatoire de Paris grâce à Pierre Hantaï. Ensemble, elles ont obtenu trois premiers prix internationaux : en 1995, le premier Prix du concours de musique ancienne de York, puis le premier Prix du concours Musique d’Ensemble organisé par la FNAPEC en avril 1997 et enfin, en septembre 1997, le premier prix et le prix du public au concours SINFONIA présidé par Gustav Leonhardt.
En 1999, Amarillis a été distingué par les révélations classiques de l'Adami.

#### Orchestres
Héloïse Gaillard a joué sous la direction de chef tels que Ton Koopman, Reinhard Goebel, Jordi Savall et Christophe Coin.
Elle a participé à des productions de la Simphonie du Marais d'Hugo Reyne et des Arts Florissants.
Elle est hautbois solo au Concert Spirituel dirigé par Hervé Niquet, flûte solo dans l’ensemble Les Talens Lyriques dirigé par Christophe Rousset ainsi que dans l’ensemble Le Concert d’Astrée sous la direction d’Emmanuelle Haïm
Elle se produit en soliste ou avec orchestre en France et à l’étranger : à Paris (Salle Gaveau, Théâtre des Champs Élysées, Cité de la musique), à Metz (Arsenal), à Nantes (Cité des Congrès), à Angers (Grand théâtre), dans de nombreux festivals (Folles journées de Nantes, Printemps des Arts, Sablé, Beaune, Ambronay...), à Londres (Barbican), à Amsterdam (Opéra, Concertgebouw), à Berlin (Philharmonie), à Dresde et Leipzig (Opéra), à Vienne (Konzerthaus), à Stockholm (Konzerthuis), à Boston, à New York (Lincoln Center), en Russie, en Amérique latine, en Chine, au Japon...

## Décoration
- Officier de l'ordre national du Mérite (promue le 15 mai 2025)[4] ; nommée chevalier le 20 mai 2018[5], faite chevalier le 6 novembre 2019.

## Discographie

### En solo à laflûte à bec
- 2013 : Georg Philipp Telemann - 12 fantaisies pour Flûte seule sans basse. (AgOgique AGO 014). Ce disque a été récompensé d'un "Choc" de la Revue Classica en décembre 2013.

### Avec l'ensembleAmarillis
- 1999 : Furioso ma non troppo - Italie 1602-1707 - Maryseult Wieczorek (soprano) ; Amarillis : Héloïse Gaillard (flûtes à bec & hautbois baroque), Violaine Cochard (clavecin & orgue positif), Ophélie Gaillard (violoncelle). (Ambroisie AMB 9901)[6],[7]
- 1999 : Amour & Mascarade : Purcell et l'Italie - Patricia Petibon (soprano), Jean-François Novelli (ténor) ; Amarillis : Héloïse Gaillard (flûtes à bec et hautbois baroque), Violaine Cochard (clavecin & orgue positif), Ophélie Gaillard (violoncelle), Richard Myron (contrebasse). (Ambroisie AMB 9902 / Naïve AM 187)[8],[9]
- 2000 : Jeux de dames à la Cour - France 1710-1740 - Amarillis : Héloïse Gaillard (flûtes à bec & hautbois baroque), Violaine Cochard (clavecin), Ophélie Gaillard (violoncelle), Anne-Marie Lasla (viole de gambe). (Ambroisie AMB 9904)[10],[11]
- 2000 : J.S. Bach - Aria - Maîtrise de Garçons de Colmar (direction Arlette Steyer) ; Amarillis : Héloïse Gaillard (flûtes à bec & hautbois baroque), Violaine Cochard (clavecin et orgue positif), Ophélie Gaillard (violoncelle). (Ambroisie AMB 9907)[12]
- 2001 : G.-F. Händel (1685-1759) - Recorder & Oboe sonatas - Amarillis : Héloïse Gaillard (flûtes à bec & hautbois baroque), Violaine Cochard (clavecin & orgue positif), Ophélie Gaillard (violoncelle). (Ambroisie AMB 9910)[13]
- 2003 : A. Vivaldi (1678-1741) - Concerti per flauto, per violoncello - Amarillis : Héloïse Gaillard (flûtes à bec et hautbois baroque), Violaine Cochard (clavecin), Ophélie Gaillard (violoncelle), David Plantier et Lorenzo Collito (violons), Patricia Gagnon (alto), Richard Myron (contrebasse), Laura Monica Pustilnik (archiluth et guitare). (Ambroisie AMB 9944)[14]
- 2004 : Marc Antoine Charpentier (1673-1704) – Molière : Hommage pastoral au Roi Soleil et autres grivoiseries, Suite en ré mineur H.545, La Couronne de fleurs H.486, Prélude, menuet et passepied en sol mineur H.520, Dialogue d'Angélique et Médor H.506, Prélude en fa mineur H.528, Oiseaux de ces bocages H.456,  Deux menuets H.541, Tout renait, tout fleurit H.468, Profitez du printemps H.495 c, Prélude en la mineur H.253 a, Caprice H.542, Veux tu compère Grégoire H.470, Fanchon, la gentille Fanchon H.454, Beaux petits yeux d'écarlate H.448 Symphonie en sol H.529 - Cassandre Berthon et Valérie Gabail (sopranos), Robert Getchell (haute-contre à la française), Jean-François Novelli (taille), Jean-Baptiste Dumora (basse taille) ; Amarillis : Héloïse Gaillard (flûtes à bec & hautbois baroque), Violaine Cochard (clavecin & orgue positif), Gilone Gaubert-Jacques et Stéphanie Pfister (violons), Meillane Wilmotte (flûtes à bec), Eric Speller (hautbois), Anne-Marie Lasla (viole de gambe). (Ambroisie AMB 9954)[15]
- 2004 : G.-F. Haendel (1685-1759) - Sacré profane - Robert Expert (contre-ténor), Patricia Petibon (soprano) ; Amarillis : Héloïse Gaillard (flûtes à bec & hautbois baroque), Violaine Cochard (clavecin & orgue positif), Lorenzo Collito et Lisa K. Ferguson (violons), Agathe Blondel (alto), Emmanuel Jacques (violoncelle), Richard Myron (contrebasse). (Ambroisie AMB 9958)[16]
- 2006 : Telemann Voyageur virtuose - Amarillis : Héloïse Gaillard (flûtes à bec et hautbois baroque), Violaine Cochard (clavecin), David Plantier (violon), Emmanuel Jacques (violoncelle), Laura Monica Pustilnik (archiluth). (Ambroisie AM 112 en 2006 et Evidence classics EVCD041 en 2017)[17]
- 2007 : Médée furieuse - Stéphanie d’Oustrac (mezzo soprano) ; Amarillis : Héloïse Gaillard (flûtes à bec & hautbois baroque), Violaine Cochard (clavecin), Gilone Gaubert-Jacques (violon), Anne-Marie Lasla (viole de gambe). (Ambroisie AM 157)[18]
- 2011 : Ferveur et Extase - Stéphanie d'Oustrac (mezzo soprano) ; Amarillis : Héloïse Gaillard (flûtes à bec), Violaine Cochard (clavecin et orgue positif), Alice Piérot et Gilone Gaubert-Jacques (violons), Fanny Paccoud (alto), Emmanuel Jacques (violoncelle), Richard Myron (violone), Monica Pustilnik (archiluth). (Éditions Ambronay AMY 027)[19]
- 2011 : A music party - Amarillis : Héloïse Gaillard (hautbois baroque), Violaine Cochard (clavecin), Amélie Michel (traverso), David Plantier (violon), Fanny Paccoud (alto), Annabelle Luis (violoncelle), Lionel Renoux et Pierre-Yves Madeuf (cors). (AgOgique AGO 003)[20]
- 2014 : Jean-Philippe Rameau : Cantates et Pièces de clavecin en concert - Mathias Vidal (ténor) ; Amarillis : Héloïse Gaillard (flûtes à bec & hautbois baroque), Violaine Cochard (clavecin), Alice Piérot (violon), Marianne Muller (viole de gambe). (Naïve V5377)[21]
- 2015 : Antoine Dauvergne & Gérard Pesson – Les Troqueurs et La Double Coquette - Les Troqueurs : Jaël Azzaretti (soprano), Isabelle Poulenard (soprano), Alain Buet (baryton), Benoît Arnould (baryton). La Double Coquette : Maïlys de Villoutreys (soprano), Isabelle Poulenard (soprano), Robert Getchell (ténor) ; Amarillis dans Les Troqueurs : Héloïse Gaillard (hautbois baroque et flûtes à bec), Violaine Cochard (clavecin), Alice Piérot et Marie Rouquié (violons), Fanny Paccoud (alto), Annabelle Luis (violoncelle), Richard Myron (contrebasse), Xavier Miquel (hautbois baroque), Laurent Le Chenadec (basson), Pierre-Yves Madeuf et Olivier Picon (cors) ; Amarillis dans La Double Coquette : Héloïse Gaillard (hautbois baroque et flûtes à bec), Violaine Cochard (clavecin), Alice Piérot et Louis Créac'h (violons), Fanny Paccoud (alto), Annabelle Luis (violoncelle), Ludovic Coutineau (contrebasse), Xavier Miquel (hautbois baroque), Laurent Le Chenadec (basson), Lionel Renoux et Serge Desautels (cors) (2011/décembre 2014, 2CD NoMadMusic NMM 017)[22],[23]
- 2016 : Inspiration baroque - Amarillis en trio : Héloïse Gaillard (flûtes à bec & hautbois baroque), Violaine Cochard (clavecin), Annabelle Luis (violoncelle baroque) et Louis Sclavis (clarinettes), Matthieu Metzger (saxophones), Jean-Philippe Feiss (violoncelle). (NoMadMusic NMM 030)[24],[25]
- 2016 : Pergolesi : Stabat Mater - Sonya Yoncheva (soprano) et Karine Deshayes (contralto) ; Amarillis : Héloïse Gaillard (flûte à bec), Violaine Cochard (clavecin & orgue positif), Alice Piérot (premier violon), Sandrine Dupé, Louis Créac'h (violons I), Olivier Briand, Diana Lee, Koji Yoda (violons II), Fanny Paccoud, Laurent Muller (altos), Annabelle Luis, Frédéric Baldassare (violoncelles), Gautier Blondel (contrebasse), Bruno Helstroffer (théorbe). (Sony classical 88985369642)[26]
- 2017 : Effervescence concertante - Amarillis : Héloïse Gaillard (flûte à bec et hautbois baroque), Violaine Cochard (clavecin), Amélie Michel (traverso), Meillane Wilmotte (flûte à bec et traverso), Alice Piérot (violon concertant), David Plantier (violon I), Alix Boivert (violon II et alto), Laurent Muller-Poblocki (alto), Annabelle Luis (violoncelle), Ludovic Coutineau (contrebasse). (Evidence classics EVCD 032)[27]
- 2018 : Handel - Melodies in Mind - Amarillis : Héloïse Gaillard (flûtes à bec), Alice Piérot (violon), Annabelle Luis (violoncelle), Violaine Cochard (clavecin), Florent Marie (théorbe). (Evidence Classics)[28]
- 2019 : Florilège Baroque - Amarillis fête ses 25 ans : Amarillis : Héloïse Gaillard (flûtes à bec & hautbois baroque), Violaine Cochard (clavecin), Stéphanie d'Oustrac (mezzo-soprano), Patricia Petibon (soprano), Mathias Vidal (ténor). (Evidence Classics EVCD064)
- 2020 : Portrait de la Folie - Stéphanie d'Oustrac (mezzo-soprano) ; Amarillis : Héloïse Gaillard (flûtes à bec & hautbois baroque), Violaine Cochard (clavecin), Alice Piérot (violon), Liv Heym (violon), Josèphe Cottet (violon et alto), Laurent Muller (alto), Laurent Le Chenadec (basson), Ludovic Coutineau (violone), Gauthier Broutin (violoncelle), Romain Falik (théorbe) (Harmonia Mundi)
- 2022 : Jubilation Vénitienne - Maîtrise des Pays de la Loire (cheffe de chœur : Mariana Delgadillo), Amarillis : Héloïse Gaillard (flûtes à bec & hautbois baroque), Serge Tizac (trompette naturelle), Alice Piérot (violon), Liv Heym (violon), Matthieu Camilleri (violon), Géraldine Roux (violon et alto), Benjamin Lescoat (alto), Keiko Gomi (violoncelle), Ludovic Coutineau (contrebasse), Brice Sailly (clavecin et orgue positif), Thibaut Roussel (théorbino, archiluth, guitare). (Label Mirare)
- 2022 : Elisabeth Jacquet de la Guerre : Judith et Sémélé - Maïlys de Villoutreys (soprano) ; Amarillis : Héloïse Gaillard (flûtes à bec & hautbois baroque), Alice Piérot (violon), Eléanor Lewis-Cloué (viole de gambe), Marie Van Rhijn (clavecin), Gauthier Broutin (violoncelle), Marc Wolff (théorbe). (Evidence Classics)

### Avec des formations orchestrales
- 2001 : Te Deum de Marc-Antoine Charpentier - Le Concert Spirituel dirigé par Hervé Niquet. (Glossa)
- 2001 : Dido & Aeneas de Henry Purcell - Le Concert Spirituel dirigé par Hervé Niquet. (réédité chez Glossa en 2013)
- 2002 : Messe de Monsieur de Mauroy de Marc-Antoine Charpentier - Le Concert Spirituel dirigé par Hervé Niquet. (réédité chez Glossa en 2009)
- 2004 : King Arthur de Henry Purcell - Le Concert Spirituel dirigé par Hervé Niquet. (Glossa)
- 2005 : Grands Motets (vol. II) de Henry Desmarest - Le Concert Spirituel dirigé par Hervé Niquet. (Glossa)
- 2006 : Messe et Te Deum à huit voix de Marc-Antoine Charpentier - Le Concert Spirituel dirigé par Hervé Niquet. (Glossa)
- 2007 : Callirhoé d'André Cardinal dit Destouches - Le Concert Spirituel dirigé par Hervé Niquet. (Glossa)
- 2008 : Sémélé de Marin Marais  - Le Concert Spirituel dirigé par Hervé Niquet. (Glossa)
- 2008 : Proserpine de Jean-Baptiste Lully  - Le Concert Spirituel dirigé par Hervé Niquet. (Glossa)
- 2009 : Missa assumpta est Maria de Marc-Antoine Charpentier  - Le Concert Spirituel dirigé par Hervé Niquet. (Glossa)
- 2010 : Andromaque de André Ernest Modeste Grétry - Le Concert Spirituel dirigé par Hervé Niquet. (Glossa)
- 2011 : Le Carnaval de Venise d'André Campra - Le Concert Spirituel dirigé par Hervé Niquet. (Glossa)
- 2014 : Les Fêtes de l’hymen et de l’amour (ou Les Dieux d’Egypte) de Jean-Philippe Rameau  - Le Concert Spirituel dirigé par Hervé Niquet. (Glossa)
- 2017 : Le Messie de Haendel (HWV 26, version 1754) - Le Concert Spirituel dirigé par Hervé Niquet. (Alpha classics)
- 2004 : L'Orfeo de Monteverdi - Le Concert d'Astrée dirigé par Emmanuelle Haïm. (EMI records puis Virgin classics en 2005)
- 2004 : Aci, Galatea e Polifemo de Haendel - Le Concert d'Astrée dirigé par Emmanuelle Haïm. (EMI records puis Virgin classics en 2005)
- 2004 : Dido and Aeneas d'Henry Purcell - Le Concert d'Astrée dirigé par Emmanuelle Haïm. (Virgin classics)
- 2005 : Haendel - Delirio  - Le Concert d'Astrée dirigé par Emmanuelle Haïm. (Virgin classics)
- 2007 : Il trionfo del Tempo e del Disinganno de Handel  - Le Concert d'Astrée dirigé par Emmanuelle Haïm. (Virgin classics)
- 2012 : Une fête baroque  - Le Concert d'Astrée dirigé par Emmanuelle Haïm. (Virgin classics)

## Filmographie
- 2005 : Un portrait, réalisé par Mezzo et France 2, lui a été consacré[29].
- 2009 : King Arthur de Henry Purcell » - Le Concert Spirituel dirigé par Hervé Niquet
- 2013 : Monteverdi : L'incoronazione di Poppea - Le Concert d'Astrée dirigé par Emmanuelle Haïm
- 2015 : Don Quichotte chez la Duchesse de Boismortier » - Le Concert Spirituel dirigé par Hervé Niquet
- 2017 : Monteverdi : Il ritorno d'Ulisse in patria » - Le Concert d'Astrée dirigé par Emmanuelle Haïm